# Liste de mines au Zimbabwe
Voici une liste de mines situées au Zimbabwe, triée par type de production.

## Contexte
Le Zimbabwe dispose d'un sous-sol riche en de nombreuses matières premières. Pour certaines d'entre elles, il fait partie des premiers producteurs mondiaux.

### Métaux industriels majeurs
En 2012, le Zimbabwe était le 5e producteur mondial de chrome avec une production de 600 000 t (premier producteur : l'Afrique du Sud avec 11 millions de tonnes).

### Métaux précieux
Il était également en 2013 le 3e producteur mondial de platine avec 400 000 ozt, c'est-à-dire environ 12 tonnes, derrière la Russie (780 000 ozt) et l'Afrique du Sud (4 120 000 ozt), 4e producteur mondial de palladium avec une production de 310 000 ozt (le premier producteur étant la Russie avec 2 700 000 ozt), 3e producteur mondial de rhodium avec une production de 33 000 ozt, derrière l'Afrique du Sud (574 000 ozt) et la Russie (85 000 ozt).

### Pierres précieuses
En 2013, le Zimbabwe était 4e producteur mondial de diamants de joaillerie avec 11 millions de carats, c'est-à-dire environ 18 tonnes, le premier producteur, le Congo, en produisant deux fois plus.

### Charbon
Le Zimbabwe dispose également d'importantes réserves de charbon, plusieurs dizaines de milliards de tonnes. Parmi les mines exploitées, l'une des plus connues est celle de Hwange, dans laquelle a eu lieu en 1972 un grave accident qui a fait 426 morts.

### Guano
Le Zimbabwe dispose de huit grandes réserves de guano, parmi lesquelles les Grottes Mabura (en) dans le Midlands. La capacité totale de production annuelle sur l'ensemble du pays pourrait être de 120 000 t. Il s'agit de cavernes dans lesquelles se sont accumulés au fil du temps des excréments de chauve-souris que la teneur en phosphore et en azote rend intéressant pour l'agriculture en tant que fertilisant.

### Lithium
Le Zimbabwe était en 2017 le 5e producteur mondial de lithium avec 1 000 t extraites (le premier producteur étant l'Australie avec 18 700 t).

### Autres
Le sous-sol du Zimbabwe donne également du fer, de l'or, de l'étain et de l'amiante.

## Différentes mines

### Mines de platine, palladium et rhodium
| Nom            | Localisation administrative | Géolocalisation              | Propriétaire                            |
| -------------- | --------------------------- | ---------------------------- | --------------------------------------- |
| Mine de Ngezi  | Mashonaland occidental      | 18° 39′ 57″ S, 30° 21′ 23″ E | Zimbabwe Platinum Mines Impala Platinum |
| Mine de Mimosa | Province des Midlands       | 20° 19′ 04″ S, 29° 50′ 13″ E | Aquarius Platinum (en) Impala Platinum  |
| Mine d'Unki    | Province des Midlands       | 19° 37′ 29″ S, 30° 05′ 42″ E | Anglo Platinum                          |

### Mines de diamant
| Nom            | Localisation administrative | Géolocalisation              | Propriétaire |
| -------------- | --------------------------- | ---------------------------- | ------------ |
| Mine de Murowa | Province des Midlands       | 20° 32′ 09″ S, 29° 54′ 56″ E | Rio Tinto    |

### Mines d'or
L'or est exploité au Zimbabwe depuis le XIIe siècle au moyen de mines à ciel ouvert et de galeries peu productives fournissant vraisemblablement moins de un gramme d'or par jour aux marchands étrangers, notamment arabes, au prix d'efforts importants. Les mines actuelles exploitent pour beaucoup les mêmes filons qu'à l'époque médiévale.
| Nom                         | Localisation administrative | Géolocalisation              | Propriétaire                  |
| --------------------------- | --------------------------- | ---------------------------- | ----------------------------- |
| Mine de Rezende             | Manicaland                  | 18° 52′ 33″ S, 32° 40′ 03″ E | Metallon Resources            |
| Mine de Blanket             | Matabeleland Méridional     | 20° 53′ 06″ S, 28° 59′ 22″ E | Kinross Gold État du Zimbabwe |
| Mine de Freda Rebecca       | Mashonaland central         | 17° 17′ 45″ S, 31° 18′ 14″ E |                               |
| Mine Bushtick (en)          | Matabeleland Méridional     | 20° 12′ 31″ S, 28° 58′ 11″ E | Prospect Resources            |
| Mine Gaika (en)             | Province des Midlands       | 18° 56′ 56″ S, 29° 48′ 35″ E |                               |
| Mine Globe and Phoenix (en) | Province des Midlands       | 18° 53′ 40″ S, 29° 48′ 40″ E | Olympic Gold Mines NL (OGM)   |

### Mines de fer
| Nom               | Localisation administrative | Géolocalisation | Propriétaire           |
| ----------------- | --------------------------- | --------------- | ---------------------- |
| Mine Mwanesi (en) | Province des Midlands       |                 | Essar État du Zimbabwe |

### Mines d'étain
| Nom           | Localisation administrative | Géolocalisation      | Propriétaire                            |
| ------------- | --------------------------- | -------------------- | --------------------------------------- |
| Kamativi (en) | Matabeleland septentrional  | 18° 32′ S, 27° 07′ E | Zimbabwe Mining Development Corporation |

### Mines de lithium
| Nom            | Localisation administrative | Géolocalisation              | Propriétaire            |
| -------------- | --------------------------- | ---------------------------- | ----------------------- |
| Mine de Bikita | Province de Masvingo        | 19° 57′ 26″ S, 31° 26′ 09″ E | Sinomine Resource Group |

### Mines d'amiante
| Nom           | Localisation administrative | Géolocalisation      | Propriétaire |
| ------------- | --------------------------- | -------------------- | ------------ |
| Mine de Gaths | Province de Masvingo        | 20° 01′ S, 30° 31′ E |              |